# Iznenada, prošlog ljeta (1959.)
Iznenada, prošlog ljeta (eng. Suddenly, Last Summer) je američka drama iz 1959. godine temeljena na istoimenoj kazališnoj predstavi autora Tennesseeja Williamsa. Film je režirao Joseph L. Mankiewicz, producirao Sam Spiegel, a scenarij je napisao Gore Vidal (Williams je službeno također potpisnik scenarija). Glazbu za film skladao je Buxton Orr koristeći ranije napisane teme skladatelja Malcolma Arnolda, a kamerman je Jack Hildyard. Scenografiju je potpisao Oliver Messel.
Radnja filma vrti se oko mlade žene koju na zahtjev njezine bogate tete iz New Orleansa pregledava psihijatar kako bi odlučio da li je spremna za lobotomiju, a sve nakon što je svjedočila smrti svog rođaka Sebastijana Venablea dok se s njim nalazila na putovanju u Španjolskoj prethodnog ljeta. 
U filmu su glavne uloge ostvarili Elizabeth Taylor, Katharine Hepburn, Montgomery Clift, Albert Dekker, Mercedes McCambridge i Gary Raymond.

## Radnja
Na početku filma vidimo da se radnja događa 1937. godine.
Radnja filma prati Catherine Holly (Elizabeth Taylor), mladu ženu institucionaliziranu zbog ogromnih emocionalnih problema koji su se dogodili nakon što je njezin rođak, Sebastian Venable, umro pod još uvijek nerazjašnjenim okolnostima dok su oboje bili na putovanju u Europi. Pokojna Sebastijanova majka, Violet Venable (Katharine Hepburn), na sve načine pokušava zanijekati i potisnuti gorku potencijalnu istinu o njezinom sinu i njegovoj propasti. Zbog toga ona pokušava potkupiti voditelja umobolnice dr. Hockstadera (Albert Dekker) nudeći mu financijsku pomoć u izgradnji novog krila njegovog centra - u Sebastijanovo ime - ako će on natjerati svog briljantnog mladog kirurga, dr. Johna Cukrowicza (Montgomery Clift) da na njezinoj nećakinji izvrši lobotomiju i tako ukloni svaku mogućnost da će ona ikada reći pravu istinu o tome što se dogodilo njezinom sinu.
Gospođa Venable sastaje se s doktorom Cukrowiczom u velikom vrtu na njezinom imanju gdje razgovaraju o slučaju njezine nećakinje, ali ih razgovor vrlo brzo odvede do priče o Sebastijanu. Gđa Venable opisuje ga kao pjesnika koji je tom umjetnošću bio kompletno okupiran - premda je pisao samo po jednu pjesmu godišnje i to tijekom ljetnih mjeseci, a svoje radove nikad nije objavio - te se također prisjeća svih njihovih zajedničkih putovanja. Doktoru ispriča jedan poseban događaj koji se zbio dok su bili na Encantadasu gdje ju je sin natjerao da svjedoči užasnom prizoru ptica koje se hrane novorođenim kornjačama koje izranjaju iz pijeska; užasavajuća scena za koju je Sebastian tvrdio da je "vidio lice Boga".
Cukrowicz pristaje posjetiti Catherine i započinje njezinu evaluaciju. Catherine se od njezinog povratka prije par mjeseci nalazi u privatnoj ženskoj mentalnoj instituciji. Skrivajući se u prostoriji, Cukrowicz promatra Catherine koju sestra Felicity (Joan Young) ulovi kako puši cigaretu. Nakon što se sestra s njom sukobi i pruži ruku tražeći da joj da cigaretu, Catherine gasi cigaretu na njezinom dlanu. Opatica tada govori doktoru da se iz ovog primjera jasno vidi njezina mentalna nestabilnost. Cukrowicz moli sestru Felicity da izađe iz prostorije i započinje intervju s Catherine. Ona tvrdi da se ničega ne sjeća prije nesreće koja se dogodila Sebastijanu u Europi. Međutim, ona se bori sama sa sobom kako bi se prisjetila događaja koji su doveli do njegove smrti, ali ubrzo doživljava slom. 
Vjerujući da je Catherine polako počela gubiti razum, Cukrowicz nalaže da se preseli u državnu umobolnicu radi nastavka promatranja. Njezina majka (Mercedes McCambridge) i brat George (Gary Raymond) posjećuju je i otkrivaju da im je Sebastian u oporuci ostavio značajnu količinu novca. Nažalost, gđa Venable im neće dati njihovo nasljedstvo dok oni ne potpišu papir kojime se Catherine smješta u instituciju i koji dozvoljava lobotomiju. Cahterine, uznemirena od ovih informacija, pokušava pobjeći. Umjesto bijega, ona slučajno ulazi u rekreacijsku prostoriju za muškarce u umobolnici te izaziva pomutnju. Nakon što je muškarci započnu napadati, ona bježi i vraća se u svoju sobu.
Kasnije u posjetu dolazi gđa Venable da vidi kako napreduje Cukrowiczeva evaluacija. Doktor ju natjerava da se sastane licem u lice s Catherine. Između dvije žene dolazi do konfrontacije u kojoj Catherine pokušava svojoj teti otkriti pravu prirodu njezinog odnosa sa Sebastijanom i razlog zašto ju je ostavio i poveo Catherine sa sobom na putovanje, blago nagovještavajući da ih je Sebastian obje koristio kao "mamce" te da su se one "brinule za njegove potrebe". Gđa Venable u tom trenutku pada u nesvijest. Koristeći ovu priliku da ode, Catherine ponovno luta umobolnicom i dolazi do prostorije u kojoj se nalaze same žene koje ju gledaju u tišini. Ona se penje na ogradu i naginje, razmišljajući da se baci, ali prije nego to uspije jedan od bolničara (David Cameron) ju hvata, odvodi natrag u sobu i daje joj sedativ. 
U svom posljednjem pokušaju da pomogne Catherine, Cukrowicz ju dovodi do imanja obitelji Venable gdje joj daje serum istine koji će joj pomoći u pružanju bilo kakvog otpora prilikom prisjećanja svih detalja koji su se dogodili prošlog ljeta. U vrtu se skupljaju njezina teta, majka i brat, gđica Foxhill (Mavis Villiers), doktor Hockstader te sestra Benson (Patricia Mermond), a nakon što svi zauzmu svoja mjesta Cukrowicz započinje ispitivati Catherine. Prisjeća se kako su ona i Sebastian provodili dane na plažama u španjolskom gradu Cabeza de Lobo. Jednom prilikom, on ju je protiv njezine volje odvukao u vodu što je uzrokovalo da njezin kupaći kostim koji je nosila postane proziran. Grupa mladića koji su je promatrali s obližnje plaže započeli su joj prilaziti, ali ih je presreo Sebastian. Catherine u tom trenutku istakne da ju je on koristio kako bi privukao mladiće te im nakon toga ponudio seks. Budući da su svi mladići siromašni, Sebastian je bio uspješan u svojim pokušajima; međutim, uskoro mu "na živce započnu ići tamni mladići" i počnu "sviđati dečki plave kose" pa on planira da odu na putovanje u države na sjeveru. Jednog poprilično vrućeg dana, Sebastijana i Catherine presretne ogorčena skupina mladića koji non-stop sviraju glazbu na metalnim instrumentima i mole za novac. Nakon što ih Sebastian odbije, oni ga započnu slijediti ulicama koje vode na vrh brežuljka na kojem se grad nalazi. Sebastian pokušava pobjeći, ali mladići ga opkole sa svih strana. U konačnici ga dostignu u hramu koji se nalazi na vrhu brda. Sebastian više nema kamo pobjeći, a u međuvremenu Catherine koja je franatično pokušavala dostignuti Sebastijana također dolazi baš u trenutku kada mladići počnu napadati Sebastijana. Na njezin užas i gađenje ona shvati da ga mladići doslovno rastrgavaju i jedu. Vrisne za pomoć, ali bez uspjeha.
Nakon toga ponovno vidimo Catherine u vrtu koja se nalazi na podu i plače. Gđa Venable zatvara Sebastijanovu posljednju knjigu poezije (iako su njezine stranice prazne) te nakon toga polako ustaje i uzima Cukrowicza za ruku. Nazvavši ga Sebastijanom, ona mu govori da ne ostane predugo na suncu te da bi trebali ući u brod i obavijestiti kapetana da moraju otići. Gđu Venable odvedu natrag u kuću, a Cukrowicz se vraća da vidi kako je Catherine koja se u međuvremenu oporavila. Oboje nakon toga ulaze zajedno u kuću.

## Glumačka postava
- Elizabeth Taylor — Catherine Holly
- Katharine Hepburn — Violet Venable
- Montgomery Clift — Dr. John Cukrowicz
- Albert Dekker — Dr. Lawrence J. Hockstader
- Mercedes McCambridge — gđa Grace Holly
- Gary Raymond — George Holly
- Mavis Villiers — gđica Foxhill
- Patricia Marmont — sestra Benson
- Joan Young — sestra Felicity
- Maria Britneva — Lucy

## Produkcija
Film Iznenada, prošlog ljeta temeljen je na kazališnoj predstavi od jednog čina autora Tennesseeja Williamsa koja je u originalu bila uparena s predstavom Something Unspoken kao dio off-Broadway dvostruke izvedbe 1958. godine naziva Garden District. Scenarij za film napisao je Gore Vidal; premda je na filmu Williams također potpisan kao ko-scenarist, kasnije će izjaviti da s tim scenarijem nije imao ništa. Vidal je pokušao scenarij napisati kao mali broj vrlo dugačkih scena, kako bi zadržao strukturu predstave. Nakon Tramvaja zvanog čežnja i Mačke na vrućem limenom krovu, ovo je bila treća Williamsova kazališna predstava koja je bila adaptirana za film, a koja se doticala teme homoseksualizma, prema je Iznenada, prošlog ljeta puno eksplicitniji u tretiranju navedene teme nego dva prethodnika. Usko surađujući s organizacijom Legija pristojnosti, čvrsto povezanom s katoličkom crkvom, Ured za produkcijski kod dao je posebno obrazloženje filmašima za lik Sebastijana Venablea istaknuvši: "Budući film ilustrira užase takvog načina života, tema bi se mogla smatrati moralnom iako se bavi seksualnim perverzijama". Lik Sebastijana za potrebe filma je snimljen - prikazujući ga kao zgodnog čovjeka u bijelom odijelu - ali njegovo lice nikad ne vidimo na ekranu. Williams je smatrao da niti jedan glumac ne može dostojno prikazati Sebastijana i da njegova odsutnost s ekrana zapravo samo pojačava njegovu prisutnost u filmu. 
Glumica Elizabeth Taylor izabrala je film Iznenada, prošlog ljeta kao prvi filmski projekt nakon što je završila njezina ugovorna obveza snimanja filma za MGM. U to vrijeme ona je bila najveća box-office zvijezda u Hollywoodu pa je tu moć iskoristila kako bi nagovorila producenta da glavnu mušku ulogu dodijeli Montgomeryju Cliftu. Zbog prometne nesreće u svibnju 1956. godine koja se dogodila blizu kuće u kojoj su živjeli Taylor i njezin tadašnji suprug Michael Wilding, Clift je postao težak ovisnik o drogi i alkoholu. Premda u nekoliko pokušaja nije uspio doći do doktora koji će potvrditi njegovu sigurnost, producent Sam Spiegel je svejedno krenuo s produkcijom.
Cliftu je snimanje dugačkih scena bilo naporno, a najdužu u filmu morao je snimati nekoliko puta u nekoliko kadrova. Njegova uzdrmana performansa natjerala je redatelja Mankiewicza da nekoliko puta upita producenta Spiegela da zamijeni glavnog glumca. Većina filmske ekipe bila je naklonjena Cliftu, ali je Katharine Hepburn posebno bila razočarana lošim tretmanom redatelja filma prema Cliftu. Zapravo, Hepburn je smatrala Mankiewiczevo ponašanje neoprostivim i to do te mjere da ga je, nakon što je snimila zadnju scenu i upitala je li gotova sa snimanjem na što je ovaj potvrdno odgovorio, pljunula u lice. Navodno je pljunula u lice i producenta filma, ali to nikad nije potvrđeno.
Problemi su se također dogodili i s originalnom glazbom iz filma. Malcolm Arnold prvotno je bio angažiran da napiše skladbe, ali je on smatrao određene dijelove priče previše uznemirujućim i povukao se iz projekta nakon što je skladao par glavnih tema. Nakon njega Buxton Orr je završio posao na glazbi filma.
Kada je snimala dugački monolog na kraju filma u kojoj opisuje Sebastijanovo ubojstvo glumica Taylor se rasplakala i nije ju se tako lako moglo utješiti. Koristeći posebnu metodu glume ona se prisjetila vlastite tuge nakon smrti supruga Mikea Todda 1958. godine.
Produkcija filma Iznenada, prošlog ljeta trajala je između svibnja i rujna 1959. godine. Scene interijera snimljene su u studijima Shepperton u Surreyju u Engleskoj. Dio filma koji se događa u gradiću Cabeza de Lobo snimljen je u Mallorci te u Beguru, Castell-Platja d'Aro, Costa Brava i S'Agaro u Gironi, Katalonija, Španjolska.

## Kritike
Nekoliko se ljudi koji su bili uključeni u produkciju filma Iznenada, prošlog ljeta kasnije odreklo samog filma. Williams je poricao da je imao bilo kakve veze sa scenarijem, iako je potpisan na filmu kao ko-scenarist. Osjećao je da je glumica Taylor pogrešna za ulogu Catherine. Williams je u intervjuu za The Village Voice 1973. godine rekao da ga je "film natjerao na povraćanje" i da se scenarij previše udaljio od njegove originalne kazališne predstave. Scenarist Gore Vidal kritizirao je kraj filma kojeg je redatelj Mankiewicz izmijenio. Sam redatelj je okrivljavao glavni materijal, opisujući predstavu u intervjuu 1973. godine "loše konstruiranom... Temeljena je na najprimitivnijoj Freudovskoj psihologiji." 

## Nominacije i nagrade

### Oscar
Film Iznenada, prošlog ljeta nominiran je u tri kategorije za prestižnu filmsku nagradu Oscar, ali nije osvojio niti jednu:
- Najbolja glumica - Katharine Hepburn
- Najbolja glumica - Elizabeth Taylor
- Najbolja scenografija (crno-bijela) - Oliver Messel, William Kellner i Scott Slimon

### Zlatni globus
Film Iznenada, prošlog ljeta nominiran je u dvije kategorije za nagradu Zlatni globus, a osvojio je jednu:
- Najbolja glumica (drama) - Elizabeth Taylor
- Najbolja glumica (drama) - Katharine Hepburn

## Vanjske poveznice
- Iznenada, prošlog ljeta u internetskoj bazi filmova IMDb-a